# Ziethen
Ziethen es un municipio del distrito de Barnim, en Brandeburgo (Alemania). En el año 2006 contaba con 485 habitantes. Su extensión superficial es de 24,33 km² y tiene una densidad de 20 hab/km².
- Datos: Q199278
- Multimedia: Ziethen (Barnim) / Q199278

1. ↑  Worldpostalcodes.org, código postal n.º 16247.